# 亚纳柱
亚纳柱（Annasäule）位于因斯布鲁克的玛丽亚·特蕾西亚大街。
亚纳柱得名于1703年圣亚纳日（7月26日），用来庆祝在西班牙王位继承战争中蒂罗尔赶走巴伐利亚军队。 
基座上有四个圣人雕像： 
- 北面，圣亚纳，圣母玛利亚的母亲。
- 西面，卡西安（德语：Kassian），天主教博尔扎诺-布雷萨诺内教区的主保圣人
- 东面，教宗维吉吕，天主教特伦托总教区的主保圣人
- 南面，圣乔治与龙和矛

柱顶是圣母玛利亚雕像。   

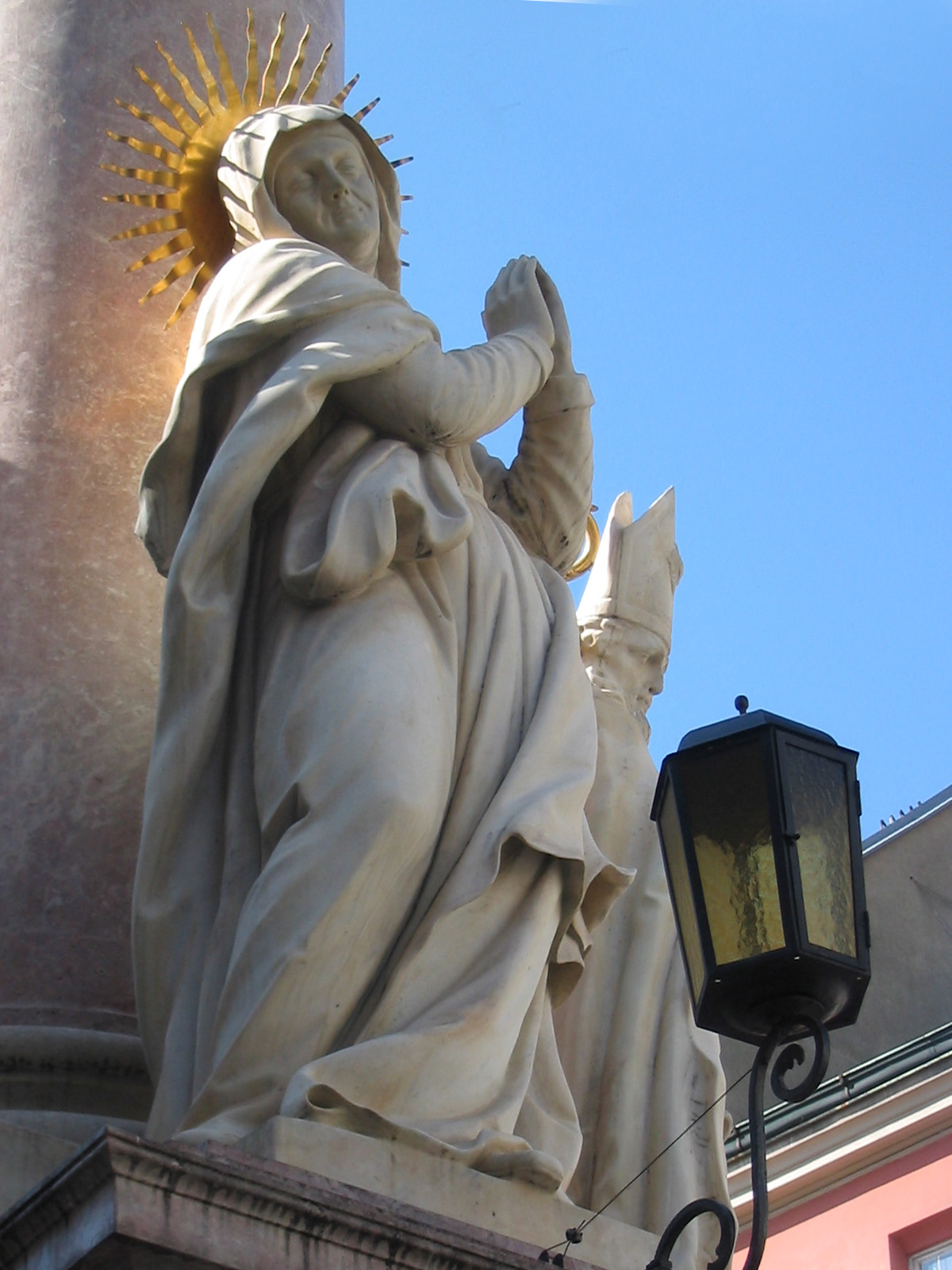
圣亚纳
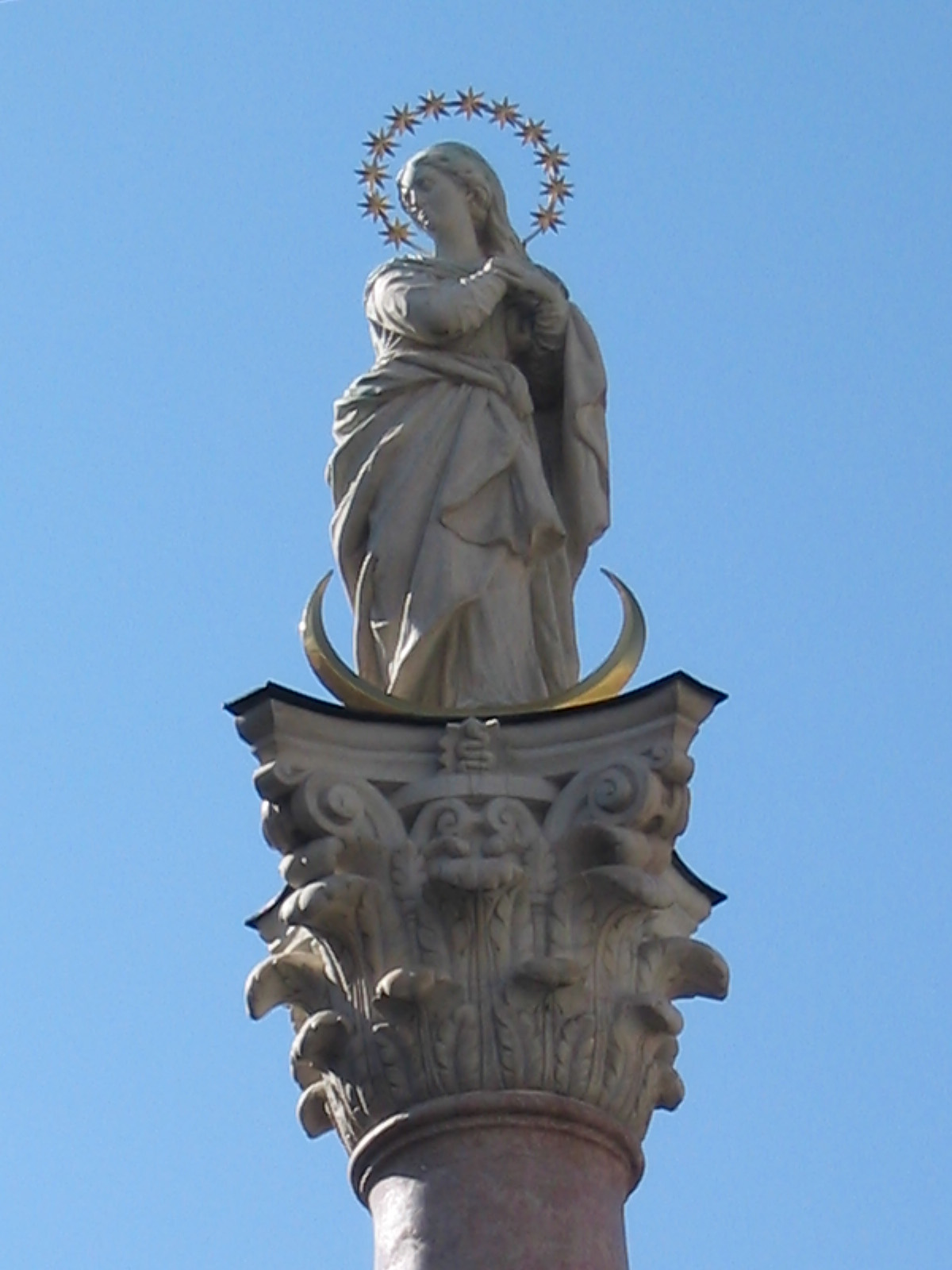
圣母玛利亚雕像，1958
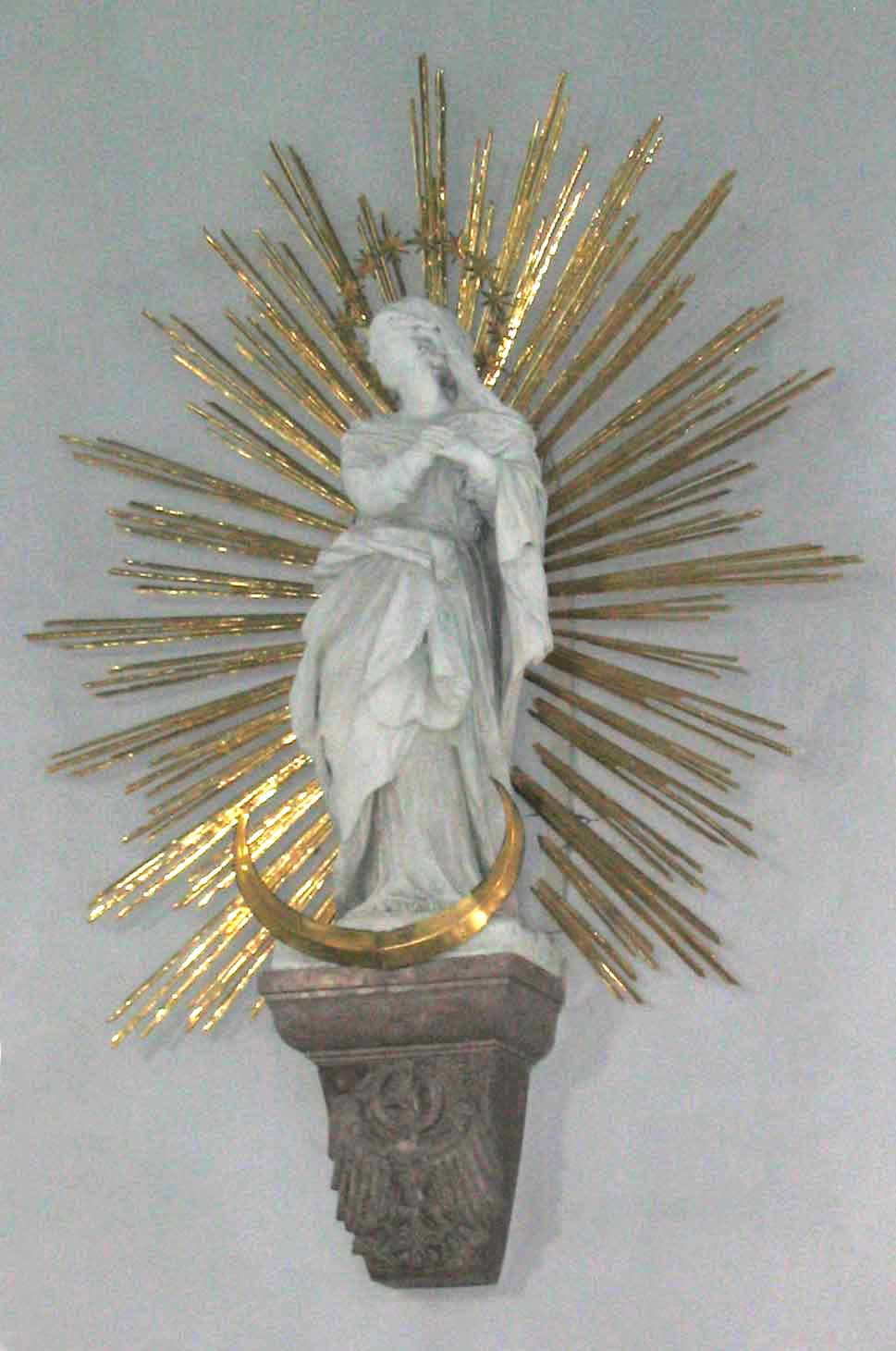
原来的圣母玛利亚雕像，1706
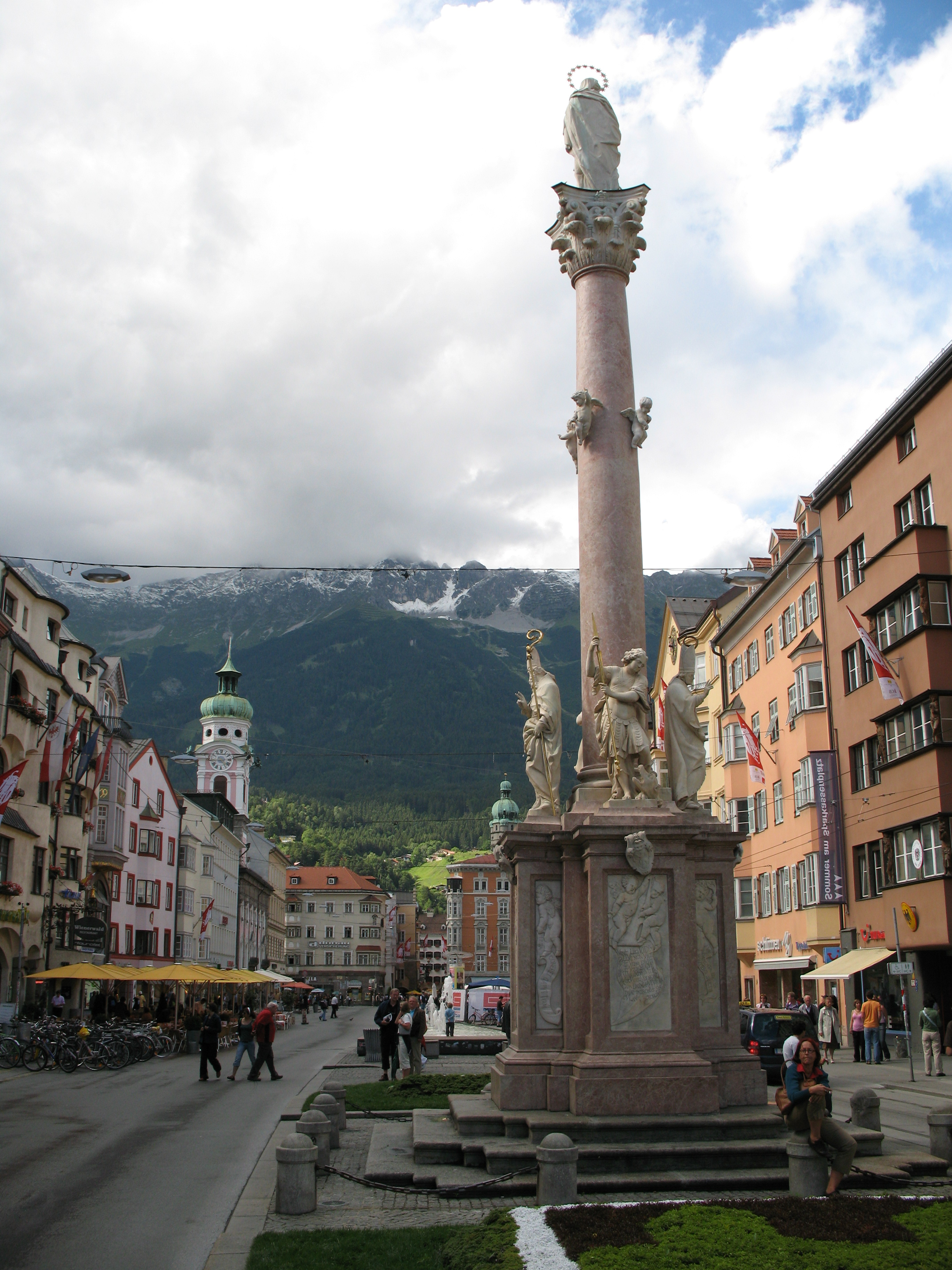
亚纳柱
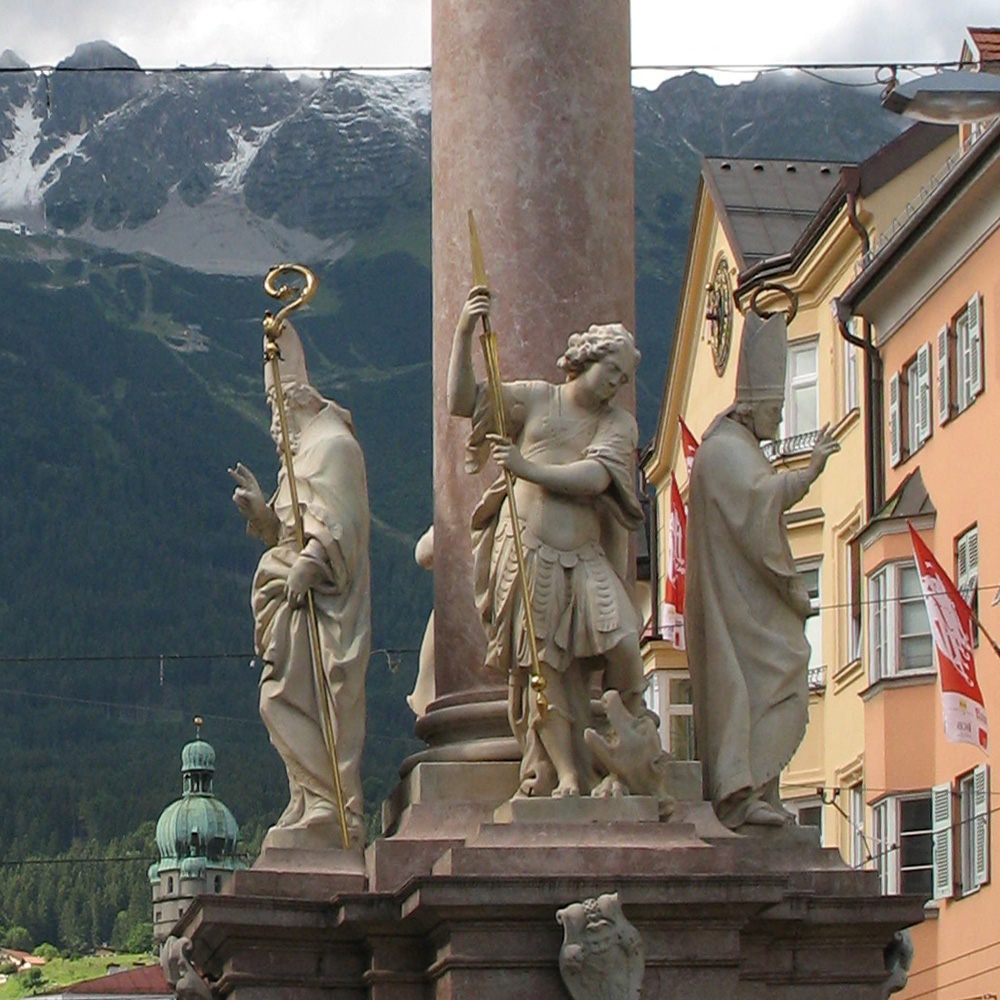
Von Süden (von l.n.r.): Kassian, 圣乔治、维吉吕